# Rafał Stec
Rafał Dominik Stec (ur. 1976 w Bielsku-Białej) – polski dziennikarz sportowy. 
Jest absolwentem Wydziału Dziennikarstwa i Nauk Politycznych Uniwersytetu Warszawskiego oraz publicystą "Gazety Wyborczej" (od 1999), specjalizującym się w piłce nożnej i siatkówce. Autor felietonowego cyklu A jednak się kręci w "Gazecie Sport" (poniedziałkowym dodatku "Gazety Wyborczej"). Korespondent z mundiali (Korea 2002, Niemcy 2006, RPA 2010, Rosja 2018, Katar 2022), mistrzostw Europy (Portugalia 2004, Austria i Szwajcaria 2008, Polska i Ukraina 2012, Francja 2016 i Europa 2020) i igrzysk olimpijskich (Ateny 2004, Pekin 2008, Tokio 2020, Paryż 2024), finałów Ligi Mistrzów (2001, 2003, 2005, 2007, 2008, 2009, 2010, 2011, 2013, 2015) oraz licznych turniejów siatkarskich. Publikował także m.in. w "Kinie", "Filmie", "Polityce", "Tygodniku Powszechnym", "Playboyu", "Esquire".
Autor książki Piłka sss...kopana, będącej połączeniem reportażu śledczego i felietonu, w której zgromadził ogromny materiał dowodowy dotyczący afer w PZPN-ie, klubach oraz innych organizacjach sportowych. Publikację tzw. "listy Fryzjera" w "Przeglądzie Sportowym" bez podania jakichkolwiek dowodów winy osób, które na niej się znalazły, skrytykował otwarcie na łamach rodzimej "Gazety Wyborczej" oceniając artykuł "nieodpowiedzialnym wybrykiem" i "ośmieszaniem walki z korupcją".
Dwukrotnie nominowany do Nagrody im. Andrzeja Woyciechowskiego (2010, 2014) oraz trzykrotnie do nagrody biznesu sportowego Demes (2007, 2008, 2010) w kategorii "Osobowość Roku". W 2023 roku został laureatem Nagrody im. Bohdana Tomaszewskiego dla najlepszego dziennikarza sportowego przyznawanej w ramach Grand Press – odmówił jednak jej przyjęcia. 